# Navalonguilla
Navalonguilla è un comune spagnolo di 422 abitanti situato nella comunità autonoma di Castiglia e León.